# Orientalische Folkloretänze
Als Orientalische Folkloretänze gelten die traditionell überlieferten Volkstänze des Nahen Ostens im Unterschied zum Ende des 19. Jahrhunderts entwickelten und international verbreiteten Orientalischen Tanz.
Die Alexandriafolklore Iskanderani gehört nicht in diese Kategorie und wird unter Baladi beschrieben.

## Tänze aus dem Said
Der Folkloretanz Saidi, oder Saeedi, stammt aus Oberägypten.
Signifikante Instrumente, die in den Saidimusikstücken zu hören sind, sind u. a. Rababa, Mizmar, Riq, Duff, Dahola und Tabl-Baladi.
Die Tänzerin trägt ein durchgängiges Kleid. Das typische Saidikleid hat eine trompetenförmige Ärmelform. Die Haare sind von einem langen Kopftuch gänzlich bedeckt.
Bekannt ist der Männerstocktanz (Tahtib), der wohl auf kämpferische Wurzeln schließen lässt, denn der Tanz heute hat nach wie vor Kampf bzw. Duell-Charakter. Frauen karikierten diesen Männertanz oft – jedoch immer in sehr weiblicher, neckischer Art. Genaue Überlieferungen des Frauentanzes der Region fehlen jedoch.
Obwohl zu einer eigenen Unterart zu rechnen, finden sich in den Tänzen der Ghawazee/Ghawazy viele Elemente der Saidi-Folklore wieder.

## Khaleegy
Der Khaleegy ist die ägyptische Aussprache für Khaleejy, was im übertragenen Sinne mit "golfig" übersetzt werden kann; die Region am Persischen Golf heißt in der arabischen Sprache "Khaleej".  Der Khaleegy wird aber auch in den dortigen Regionen als Raqs Na'ashat oder Samri bezeichnet und in Deutschland auch als "Haartanz". Dies ist aber ein westlicher und ungenauer Begriff für den Khaleegy. Dieser spezielle Tanz gehört zwar zu den Tänzen der arabischen Welt, ist jedoch nicht als sogenannter Bauchtanz zu betrachten.
Die Herkunft und Verbreitung des Khaleegy liegt in den Arabischen Golfstaaten, dem südlichen Irak (genauer: Kuwait, den Vereinigten Arabischen Emiraten, Katar) und in Teilgebieten Saudi-Arabiens. Zur Tanzbegleitung wird Musik aus der Region des Persischen Golfes (der arabischen Golfstaaten) verwendet, entsprechend dem Herkunftsland mit stark rhythmischer Dominanz.
Die Tänzerin trägt für den Khaleegy ein überlanges, weites Kleid, das mit wertvollen und reichhaltigen Stickereien verziert ist. Dieses wird nur zum Tanzen über die andere Kleidung gezogen. Die Haare der Tänzerin  sollten möglichst lang sein und werden offen getragen. Die Art, wie die Haare im Tanz hin- und hergeschwungen werden, ist der Grund für die Verwendung des Begriffes  "Haartanz" in Deutschland.
Ursprünglich wurde dieser Tanz vor allem bei der feierlichen Zusammenkunft von Frauen und nur von Frauen getanzt. Die Frauen tragen zum Tanz ein Überkleid und das normalerweise lange Haar der Frauen ist gelöst. Im Tanz wird das Haar ab und zu von einer Seite des Kopfes auf die andere geworfen. Beim Tanzen ist ein Fuß flach, der andere auf den Ballen gestellt. Diese Fußstellung führt bei der Tänzerin zu einem leichten "Hinken", bzw. einer leichten Auf- und Abbewegung des Körpers. Dieser "hinkende Tanzschritt" ist typisch für den Khaleegy. Wie immer bei arabischen Tänzen werden Musik und Text von der Tänzerin mimisch und gestisch interpretiert. Heutzutage wird der Tanz auch als "Gesellschaftstanz" angesehen und ist inzwischen sowohl von Männern, als auch von Frauen bei Partys u. ä. Anlässen zu sehen.
Die Bezeichnung Khaliji ist als Überbegriff zu sehen und bezeichnet nur die Herkunft des Frauentanzes.

## Hagalla
Der Name Hagalla stammt von der Bezeichnung des Tanzschrittes "Hagl" = "schlurfend gehen" und ist ein beduinischer Werbetanz, hier Nomaden, ursprünglich nicht arabischer Herkunft, der westlichen Wüste, also zwischen Ägypten und Libyen (im Gegensatz zu den arabischen Beduinen östlich des Nils).
Die Musik wird auf den Basisinstrumenten der orientalischen Musik gespielt. Diese sind u. a. Duff, Tabl, Nay und Rababa. Verwendet werden schneller und langsamer Malfouf, ein 4/4 oder 8/4 Rhythmus, manchmal auch mit einer 3er Betonung der Schläge 7–8.
Die Kostüme sowie der Schmuck und die Accessoires unterscheiden sich im Hagalla u. a. nach Geschlecht des Tänzers. Frauen tragen entweder ein Kleid mit engem Oberteil und einen weiten Rock, der aus drei Schichten besteht. Oder sie tragen einen Unterrock mit einem vorn und in der Mitte offenen Überrock, der meist einige üppige Volants hat und jede Hüftbewegung betonen soll. Tänzer tragen über einer Hose eine Galabija, die etwa knielang ist, darüber eine Weste und einen Schal, den sie sich um den Oberkörper schlingen. Typisches Merkmal des Kostüms sind auch die Hagalla-Stiefel.
Hagalla ist ein sehr temperamentvoller Tanz, von Frau wie auch vom Mann lebhaft interpretiert. Typisch ist der Hagalla-Schritt, der ein schnelles Gehen auf flachem Fuß mit kleinen Schritten ist. Dieser Tanzschritt wird mit einer Twistbewegung der Hüfte kombiniert.

## Dabke
Dabke ist ein Reihentanz, der in Libanon, Jordanien, Syrien, Palästina, Israel und Irak getanzt wird. 